# Euploea defiguratus
Euploea defiguratus är en fjärilsart som beskrevs av Hans Fruhstorfer 1908. Euploea defiguratus ingår i släktet Euploea och familjen praktfjärilar. Inga underarter finns listade i Catalogue of Life.